# Ціздин Уляна Юріївна
Уля́на Ю́ріївна Ціздин (12 червня 1992) — українська спортсменка, проживає у місті Львів. Майстер спорту України міжнародного класу з пауерліфтингу.
Навчалася в Львівській спеціалізованій загальноосвітній школі-інтернаті № 100 для дітей з вадами зору.
Закінчила Міжнародний економіко-гуманітарний університет імені академіка Степана Дем'янчука. Займатися штангою почала 2009 року.

## Спортивні досягнення
- жовтнем 2014 року на XII чемпіонаті світу й I чемпіонаті Європи з пауерліфтингу та жиму лежачи серед спортсменів із вадами зору в турецькому місті Кемер виборола звання чемпіона світу, вправа «жим лежачи» та триборство (вагова категорія до 67 кг),
- у травні 2015 року в столиці Південної Кореї місті Сеул на Всесвітніх іграх Міжнародної асоціації незрячих спортсменів IBSA з пауерліфтингу виборола дві золоті нагороди — у вправі «жим лежачи» та триборстві.